# Robert Heck

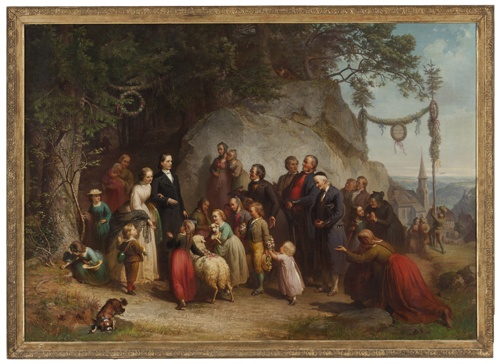
Empfang eines neuen Pfarrers durch seine Gemeinde im Schwarzwald

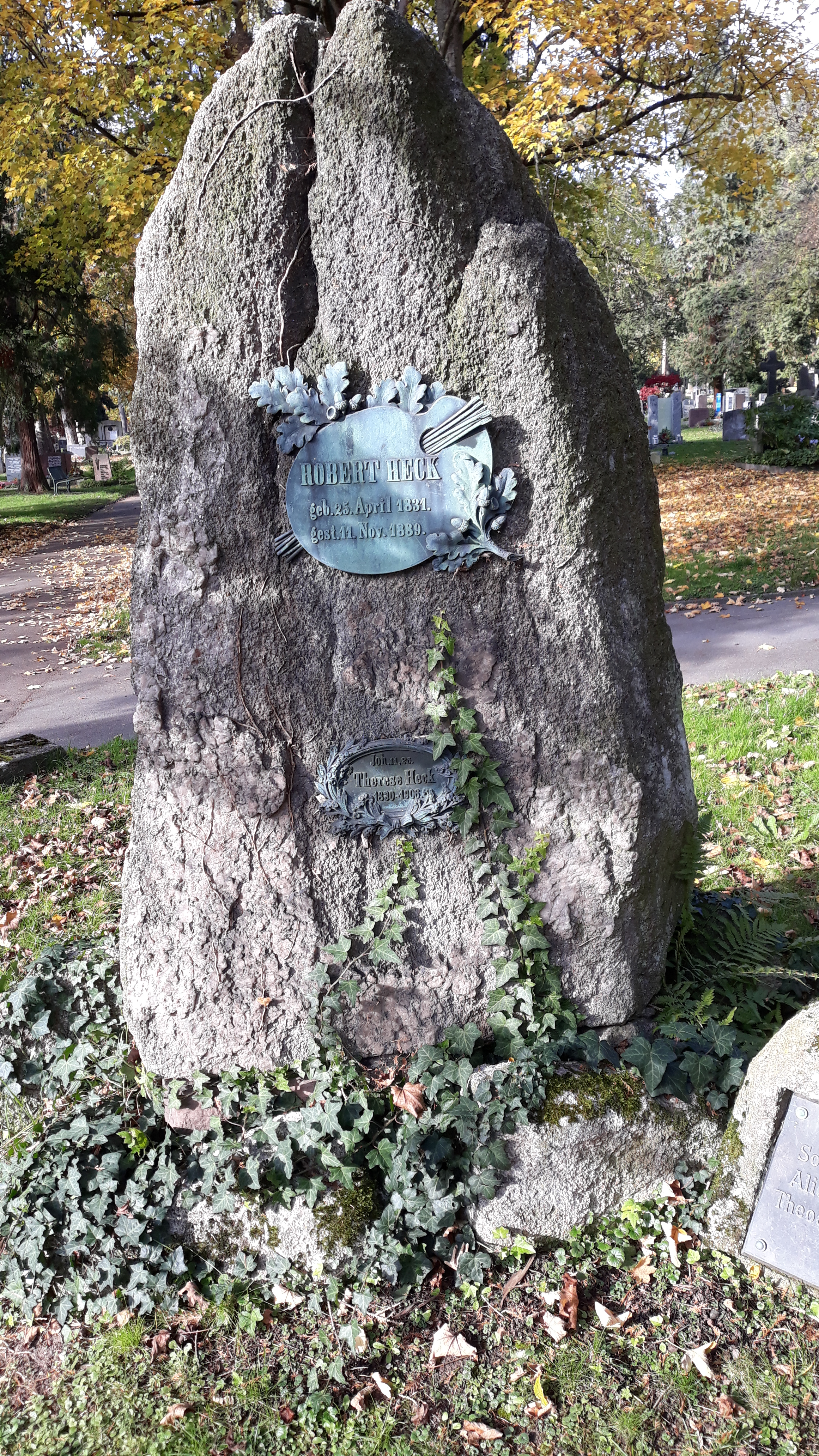
Das Grab von Robert Heck und seiner Ehefrau Therese auf dem Pragfriedhof Stuttgart.

Wilhelm Emil Robert Heck (* 25. April 1831 in Stuttgart; † 11. November 1889, ebenda) war ein deutscher Porträt- und Genremaler.

## Leben
Robert Heck studierte an der Stuttgarter Kunstschule unter Heinrich von Rustige. Er stellte seine Gemälde oft bei den großen deutschen Kunstausstellungen aus. Einige seiner Werke waren in königlichem Besitz. Auf seinen Studienreisen kam er bis nach Südfrankreich und Italien und war dort 1863 in Rom. Als Auftragsmalerei porträtierte er 1888 die Professoren Karl Josef Hefele und Karl Georg von Wächter für die Tübinger Professorengalerie.

## Werke

### Empfang eines neuen Pfarrers durch seine Gemeinde im Schwarzwald
Heck hatte sich in seiner Jugend einem Wanderprediger angeschlossen und stellte in seinem Werk immer wieder den württembergischen Protestantismus dar. Mit seinem Gemälde Empfang eines neuen Pfarrers durch seine Gemeinde im Schwarzwald präsentierte sich das Königreich Württemberg 1867 auf der Weltausstellung in Paris dem Ausland. Dargestellt ist die erste Begegnung einer evangelischen Pfarrersfamilie mit ihrer neuen Gemeinde in einer idealisierten Umgebung. Die frohgemute Begegnung in einer idyllischen Landschaft mit frommen und wohlgesinnten Gemeindemitgliedern war ein Gegenentwurf zur damaligen Realität. Heck kombinierte hier aus mehreren Versatzstücken ein typisches Klischee Württembergs: Der Nordschwarzwald und das Neckartal werden zu einer übergangslosen Landschaftskulisse vereint. Manche Kinder tragen die lokale Betzinger Tracht als Repräsentation einer eigentlich nicht existierenden schwäbischen Nationaltracht. Auch das Schaf fehlt nicht: Weil unsere Frau Pfarrerin ist so brav, So bringen wir ihr ein junges Schaf, hieß es 1847 dazu in Ottilie Wildermuths Genrebildern aus einer kleinen Stadt.
Auf der Weltausstellung in Paris erwarb der Direktor der Britischen Ostindien-Kompanie das Ölgemälde für seine Villa in Sydney. Das Gemälde ist heute in der Schausammlung „Legendäre Meisterwerke“ im Alten Schloss Stuttgart ausgestellt.

### Ölgemälde

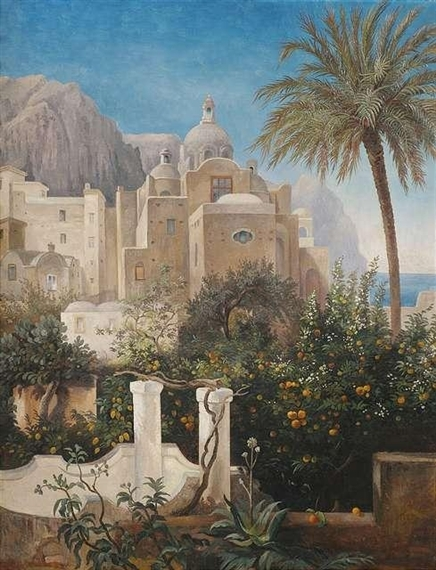
Capri, 1872
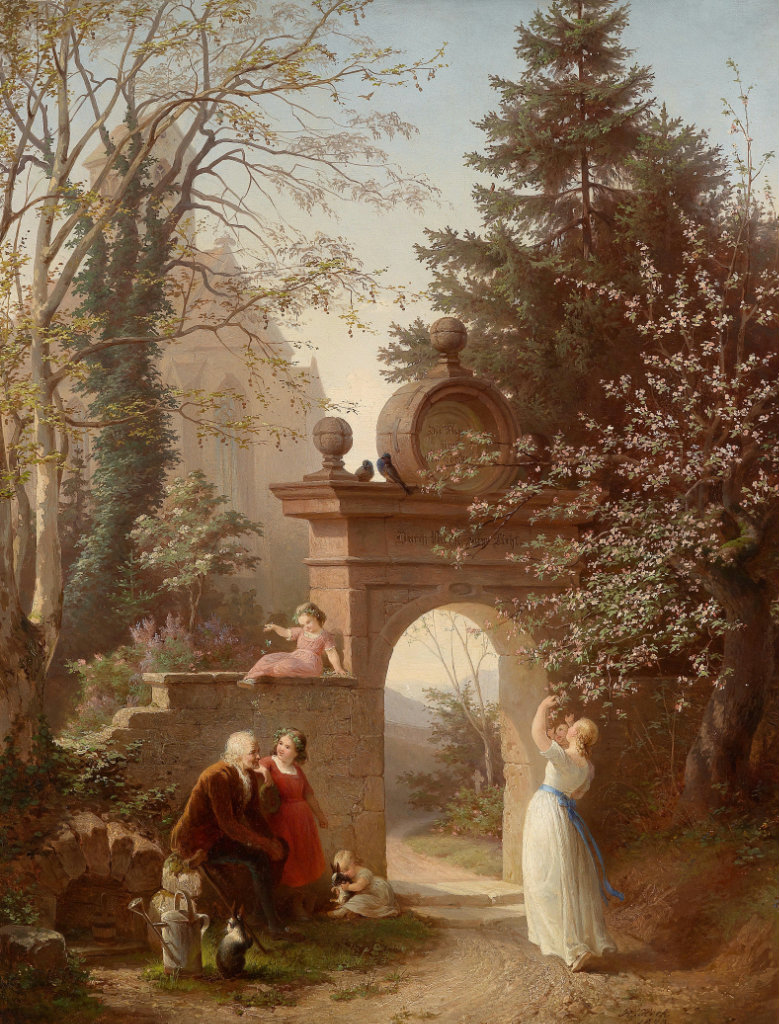
Idylle
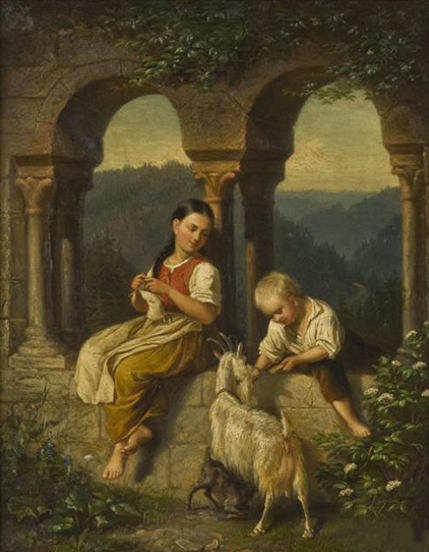
Idylle mit Ziegen bei einer Ruine
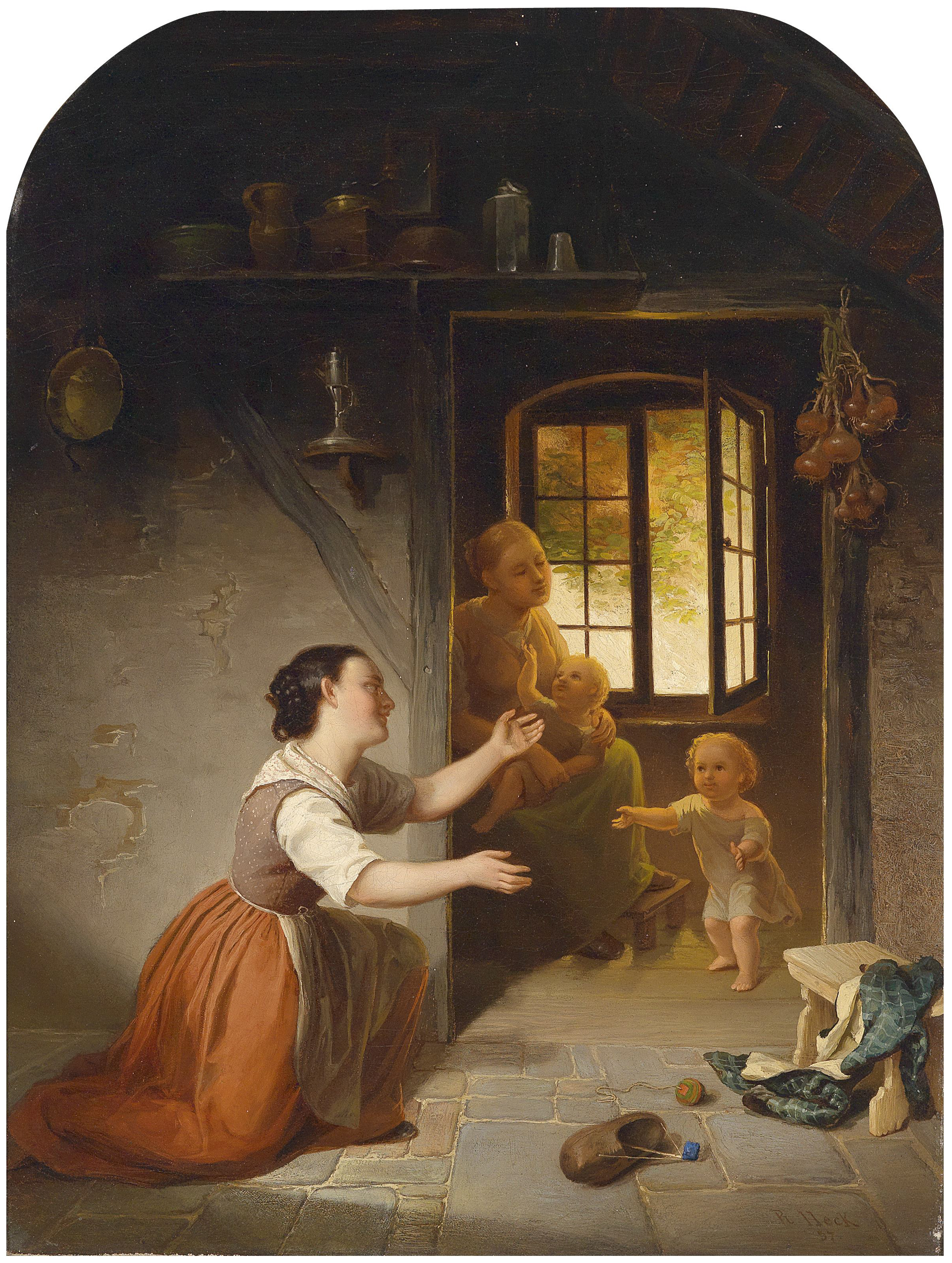
Erste Schritte, 1857